# Террио, Крис
Крис Террио (англ. Chris Terrio; 31 декабря 1976, Нью-Йорк, США) — американский сценарист и режиссёр. Получил известность как автор сценария к фильму Бена Аффлека «Операция „Арго“», за который он получил премию «Оскар».

## Биография
Крис Террио вырос на Статен-Айленде (Нью-Йорк), в католической семье итальянского и ирландского происхождения. В 1997 году окончил Гарвардский университет, где он изучал английскую и американскую литературу.

## Фильмография
| Год  | Название                                        | Режиссёр | Сценарист      | Продюсер       | Примечания                                |
| ---- | ----------------------------------------------- | -------- | -------------- | -------------- | ----------------------------------------- |
| 2002 | Книга королей                                   | Да       | Да             | Да             | Короткометражный фильм, также монтажёр    |
| 2005 | Высоты                                          | Да       | Дополнительный |                |                                           |
| 2010 | Схватка                                         | Да       |                |                | Сериал, эпизод: "Я похож на Франенштейна" |
| 2012 | Операция «Арго»                                 |          | Да             |                |                                           |
| 2016 | Бэтмен против Супермена: На заре справедливости |          | Да             |                |                                           |
| 2017 | Лига справедливости                             |          | Да             | Исполнительный |                                           |
| 2019 | Звёздные войны: Скайуокер. Восход               |          | Да             |                | Также актёр озвучки (Афтаб Акбар)         |
| 2021 | Лига справедливости Зака Снайдера               |          | Да             | Исполнительный |                                           |
| TBA  | Лига справедливости: Часть 2                    |          | Да             |                |                                           |